# Wilhelm Bittrich
Wilhelm 'Willi' Bittrich (Wernigerode, 26 de febrer de 1894 – Wolfratshausen, 19 d'abril de 1979) va ser un militar alemany que serví a les Waffen SS durant la Segona Guerra Mundial. Va assolir el rang de SS-Obergruppenführer.
Tot i ser un dels pocs oficials de les SS que van arribar a oposar-se a Hitler, és recordat sobretot per la seva contribució a la derrota aliada de l'Operació Horta al setembre de 1944 a Arnhem.

## Biografia
Nascut a Wernigerode, (Saxònia-Anhalt), s'allistà voluntàriament el 1914 per combatre a la Primera Guerra Mundial, sent nomenat Leutnant de la reserva. Sol·licità immediatament ser traslladat a la recent creada Luftwaffe com a pilot, integrant-se al Jagdstaffel 4 i guanyant la Creu de Ferro de 1a i 2a classe.
Després de la guerra formà part dels Freikorps, abandonant-los el 1920 per integrar-se a la vida civil. El 9 de desembre de 1922 es casà amb Käte Blume i, el 1923 s'allistà al Reichswehr. El 1925 començà a treballar com a instructor de vol a les instal·lacions secretes que la Luftwaffe tenia en territori soviètic.
Després del tancament de dites instal·lacions el 1933, les SS buscava desesperadament personal amb experiència militar per tenir-los com a assessors i oficials superiors del seu naixent braç armat. Atret per la perspectiva d'una carrera en un cos totalment nou, Bittrich s'allistà el 1934 a les SS-Verfügungstruppe, precursora de les Waffen SS. La seva carrera va ser meteòrica: SS-Sturmbannführer l'1 d'octubre de 1936, SS-Obersturmbannführer el 30 de gener de 1938 i SS-Standartenführer l'1 de juny de 1939.

### Segona Guerra Mundial

#### Polònia i Front Oriental
Durant la invasió de Polònia el 1939, Bittrich va estar destinant a l'estat major de la Leibstandarte SS Adolf Hitler, sota les ordres de Sepp Dietrich. L'1 de febrer de 1940 va ser traslladat al SS-Führungshauptamt, a on treballà durant 8 mesos en la reglamentació de la uniformitat de les SS. Finalitzada la seva tasca, l'1 de setembre va ser promogut a SS-Oberführer, rebent també el comandament el regiment Deutschland de la divisió Leibstandarte l'1 de desembre.
No tornà a combatre fins al 1941, en què participà en l'Operació Barbarroja. El 19 d'octubre de 1941 va ser ascendit a SS-Brigadeführer i Generalmajor al rebre el comandament de la 2a Divisió SS Das Reich, en substitució de Paul Hausser, qui havia resultat ferit a la batalla de Moscou. Durant la batalla va guanyar la Creu de Cavaller de la Creu de Ferro.
L'1 de maig de 1942 rebé l'ordre de formar la 8a Divisió de Cavalleria SS Florian Geyer, a partir de la 8a brigada de cavalleria SS. Un cop completada la seva formació, combaté a les seves ordres fins a finals de febrer de 1943, en què rebé el comandament de la 9a Divisió Panzer SS Hohenstaufen, que juntament amb la 10a Frundsberg, formaven el II S-Panzerkorps, enviats a combatre al sud de Rússia.
L'1 de maig de 1943 tornà a ser promocionat: SS-Gruppenführer i Generalleutnant de les Waffen-SS. Prosseguí les operacions al Front Oriental fins a octubre, en què van ser retirats del combat i enviats a França i Bèlgica per descansar i aprovisionar-se. Al març de 1944 es reincorporà al Front Rus, sent enviat a rellevar el 1.Panzer-Armee a les portes de Polònia.

#### Front Occidental
El 6 de juny de 1944, amb el desembarcament aliat a Normandia, el II SS-Panzerkorps va ser enviat a França. Tot just arribar el 29 de juny, Bittrich assumí el comandament de tot el cos. La seva intervenció va resultar decisiva per frenar l'avanç aliat a Caen i per rescatar de la Bossa de Falaise al VII Armee i al V Panzerarmee, tot i que a costa d'un alt nombre de baixes i d'una gran pèrdua d'equipament. No obstant això, va ser promogut a SS-Obergruppenführer i General der Waffen-SS l'1 d'agost i el 28 afegí les Fulles de Roure a la seva Creu de Cavaller.
El II SS-Panzerkorps va ser retirat al setembre de 1944 a la zona d'Arnhem, als Països Baixos, per a reequipar-se i rebre subministraments, car es preveia que seria una zona tranquil·la. Just quan estaven a la meitat del procés, el 17 de setembre s'inicià l'Operació Horta. La presència del cos d'exèrcit de Bittrich no va ser detectada pels serveis d'intel·ligència britànics, i la 1a Divisió Aerotransportada britànica saltà enmig de les seves posicions. Bittrich aconseguí envoltar-los completament, causant-los un altíssim nombre de baixes. El dia 24, amb la situació completament a les seves mans, Bittrich accedí a un alto el foc de dues hores per permetre que fossin evacuats més de 2.000 britànics ferits a la bossa d'Arnhem, passant als hospitals de campanya del seu cos d'exèrcit.
El 16 de desembre el II SS-Panzerkorps va ser enquadrat al 6. SS-Panzerarmee, sota les ordres de Sepp Dietrich, per prendre part en la batalla de les Ardenes. Tot i els èxits inicials, les formacions alemanyes no tenien prou efectius per poder mantenir una ofensiva en condicions, quedant estancats ben aviat.
L'abandonament de l'ofensiva de les Ardenes i la imminència de l'ofensiva soviètica al sud del Front Oriental van fer que l'OKW traslladés el II SS-Panzerkoprs a Hongria al febrer de 1945. Allà, les restes de les unitats de Bittrich no van ser capaces d'impedir la penetració de l'Exèrcit Roig, de manera que van ser traslladades a la defensa de Viena. El 2 d'abril s'inicià l'assalt a la ciutat, i Bittrich va rebre l'ordre de l'OKW de mantenir la ciutat fins al darrer alè. No obstant això, ignorà l'ordre amb la intenció d'evitar la destrucció del nucli antic de la ciutat durant els combats, així com que les seves pròpies tropes quedessin cercades, i es retirà combatent seguint el Danubi. Segons les seves estimacions, Viena estava perduda i no tenia cap sentit sotmetre-la a un combat inútil. No va ser el primer cop en què desobeí una ordre per considerar-la absurda militarment (ni seria el darrer cop). Va seguir combatent i retirant-se cap a l'oest, fins a rendir-se als americans el 8 de maig de 1945.

### Postguerra
Després de passar gairebé 3 anys com a presoner de guerra, el gener de 1948 Bittrich va ser lliurat a les autoritats militars franceses, acusats de crims de guerra a França. El procés no s'inicià fins al 16 de juny de 1953 davant d'un tribunal militar de Marsella, després d'una batalla legal en què se li retirà la condició de presoner de guerra.
L'acusació consistia en la petició de responsabilitats per l'afusellament de 17 membres de la Resistència francesa a Nímes per part d'una companyia de la Feldgendarmeria de la divisió Hohenstaufen. Durant el judici quedà demostrat que Bittrich només se n'assabentà a posteriori, i que immediatament prengué mesures legals contra els responsables de l'afusellament il·legal. No obstant això, va ser condemnat a 5 anys de presó, seguint l'argument de què els caps de divisió han de ser responsables de les accions dels seus subordinats (la condemna pel cap de la companyia va ser de 20 anys). Un cop alliberat, visqué amb la seva dona a Wolfratshausen, prop del llac Starnberger, vivint allà fins a la seva mort, el 19 d'abril de 1979.
A una carta a la directiva de l'associació d'ex-combatents de les Waffen-SS, datada dos anys abans de la seva mort, Bittrich expressava que "'Demano si us plau que no es facin discursos al meu funeral, i que s'abstinguin cordialment de mencionar qualsevol premi o servei del traspassat. Els ho agrairia molt. Només un amor s'emportarà a l'altre món l'ex general de les Waffen-SS Bittrich: l'amor de la seva terra natal, Alemanya".

## Avaluació històrica
Wilhelm Bittrich, igual que Paul Hausser o Felix Steiner, formava part d'un grup d'oficials de carrera que van dirigir-se cap a les Waffen-SS degut a l'asfixiant situació de les seves carreres a l'exèrcit dels 100.000 homes, i que van ser responsables en gran manera de la gran vàlua militar mostrada pel braç armat de les SS. Tot i que es considerava un patriota, el que fos membre de les SS no era per un sentiment polític, motiu pel qual entrava en conflicte amb els seus superiors directes cada cop que alguna situació el semblava que era contrària a les lleis de la guerra.
Fins a la seva mort, Bittrich formà part de l'associació d'ex-combatents de les Waffen-SS, i se sentia orgullós del seu paper durant la Segona Guerra Mundial. Sempre va defendre que les Waffen-SS no eren el mateix que les SS ni complien amb les mateixes funcions, i de fet Bittrich sempre es comportà de manera honorable durant tota la seva carrera. La seva condemna per crims de guerra va provocar un munt de protestes a Alemanya, a diferència del que succeïa normalment en aquests casos. I, independentment dels motius pels quals s'allistà a les Waffen-SS, Bittrich va fer el que molts oficials de la Wehrmacht no van fer: negar-se a complir unes ordres absurdes que només haguessin causat milers de morts i terribles patiments a la població civil com, per exemple, la seva negativa a lluitar una batalla perduda als carrers de Viena.
És difícil dubtar que no hi hagués una certa acceptació de part de la mística i de l'ideari de les SS durant les primeres fases de la guerra. No obstant això, Bittrich sempre va mantenir un esperit crític, i sovint va tenir serioses discussions amb el seu superior jeràrquic, el Reichführer-SS Heinrich Himmler. Segons les seves pròpies memòries, Bittrich es va convèncer de la derrota alemanya després de la pèrdua del VI Armee a Stalingrad.
Les seves contínues topades van convèncer a Himmler de trobar una forma d'eliminar a Bittrich, però era massa popular entre els seus homes i els seus companys com per intentar una acció directa. Ho va intentar en diverses ocasions mitjançant subterfugis, ordenant-li que es presentés de forma urgent a Berlín. Bittrich sospitava que no tornaria amb vida, de manera que actuà amb la seva honestedat habitual: es negà a obeir les ordres, afirmant que la seva presència al front era necessària. A vegades, van arribar a ser els seus propis superiors qui el van protegir, com per exemple, durant la batalla d'Arnhem, Himmler envià al terreny al Reichsarzt-SS (cap mèdic) Karl Gebhardt amb ordres de portar-lo a Berlín com fos; però el feldmarschall Model, de comú acord amb Bittrich, denegà el permís mèdic.
Tot i que Bittrich no arribà a formar part de la resistència alemanya, hi ha proves de què estava a favor de derrocar a Hitler. La nit del 15 al 16 de juliol de 1944, a menys d'una setmana de l'atemptat dels generals contra Hitler, Bittrich va tenir una reunió amb el mariscal Rommel, en la que aquest li preguntà la seva posició en cas que hagués un cop d'estat contra Hitler. La resposta va ser que "si arribés el cas, jo personalment i tot el meu cos d'exèrcit estarem a les seves ordres, Mariscal. Els meus oficials pensen el mateix que jo". No obstant això, també hi ha constància que se l'anomenà "l'home més sarcàstic d'Alemanya".
Bittrich va ser una de les fonts documentals de Cornelius Ryan en la investigació del seu llibre "Un pont massa llunyà". A la pel·lícula homònima va ser interpretat per Maximilian Schell.

## Dates de promoció
SS-Sturmführer: 31 d'octubre de 1932
 SS-Obersturmführer: 12 d'abril de 1934
 SS-Hauptsturmführer: 17 de juny de 1934
 SS-Sturmbannführer: 1 d'octubre de 1936
 SS-Obersturmbannführer: 30 de gener de 1938
 SS-Standartenführer: 6 de juny de 1939
 SS-Oberführer: 1 de setembre de 1940
 SS-Brigadeführer und Generalmajor der Waffen-SS: 19 d'octubre de 1941
 SS-Gruppenführer und Generaleutnant der Waffen-SS: 1 de maig de 1943
 SS-Obergruppenführer und General der Waffen-SS: 1 d'agost de 1944

## Condecoracions
Creu de Cavaller de la Creu de Ferro amb Fulles de Roure i Espases: 
 Creu de Cavaller (14-12-1941) com SS-Oberführer i Comandant del Regiment Panzer SS "Deutschland" / Divisió SS "Reich), al Front Rus
 Fulles de Roure (563è) (23-8-1944) com SS-Obergruppenführer i Comandant General del II Cos Panzer SS, al Front Occidental per les seves accions a Falaise i Caen
 Espases (151è) (6-5-1945) com SS-OberGruppenführer i Comandant General del II Cos Panzer SS al Frent Sud-est, per les seves accions a Hongria
 Creu Alemanya en Or (6-3-1943)
  Creu de Ferro 1914 de 1a Classe
  Creu de Ferro 1914 de 2a Classe
 Barra de 1939 a la Creu de Ferro 1914 de 1a Classe (7-6-1940) pel seu servei a la "Leibstandarte Adolf Hitler" a Polònia a setembre de 1939 (25-9-1939)
 Barra de 1939 a la Creu de Ferro 1914 de 2a Classe
 Creu d'Honor dels Combatents 1914-18
 Insígnia de Ferits 1918 en negre (ferit 2 cops)
- Insígnia de Pilots de la Força Aèria Imperial
- Anell de la Calavera de les SS
- Espasa d'Honor del Reichsführer-SS